# Polina Orlova
Pour les articles homonymes, voir Orlova.
Polina Orlova (en russe : Полина Орлова) est une gymnaste rythmique russe, née le 24 décembre 2002 à Moscou (Russie).

## Palmarès

### Championnats du monde
- Kitakyūshū 2021
  -  Médaille d'or par équipe.
  -  Médaille d'or au concours général en groupe.
  -  Médaille d'or en groupe 5 ballons.
  -  Médaille d'argent en groupe 3 cerceaux + 4 massues.